# Verbascum pseudosongaricum
Verbascum pseudosongaricum är en flenörtsväxtart som beskrevs av Hub.-mor.. Verbascum pseudosongaricum ingår i släktet kungsljus, och familjen flenörtsväxter. Inga underarter finns listade i Catalogue of Life.